# Вила Сан Ђовани ин Туша
Вила Сан Ђовани ин Туша (итал. Villa San Giovanni in Tuscia) је насеље у Италији у округу Витербо, региону Лацио.
Према процени из 2011. у насељу је живело 1251 становника. Насеље се налази на надморској висини од 333 м.

## Становништво
Према резултатима пописа становништва 2011. у општини је живело 1.313 становника.
| 1931. | 1936. | 1951. | 1961. | 1971. | 1981. | 1991. | 2001. | 2011. |
| ----- | ----- | ----- | ----- | ----- | ----- | ----- | ----- | ----- |
| 1.342 | 1.420 | 1.376 | 1.211 | 1.170 | 1.144 | 1.147 | 1.164 | 1.313 |